# Werner Kolde
Werner Kolde (* 11. März 1947 in Drübeck) ist ein deutscher Politiker (DVU). Er war von 1998 bis 2002 Mitglied im Landtag Sachsen-Anhalt.

## Ausbildung und Leben
Werner Kolde besuchte 1953 bis 1963 die POS bis zur mittleren Reife. 1968 legte er den Facharbeiterabschluss als Dreher ab und war 1968 bis 1990 als Produktionsarbeiter in verschiedenen Bereichen tätig. Danach wechselte sich Arbeitslosigkeit, eine ABM 1995 und ein Fortbildungslehrgang ab. 
1964 bis 1965 war er aus politischen Gründen inhaftiert. Dadurch erlitt er schwere Behinderungen in Ausbildung und Beruf. Als Verfolgter des SED-Systems wurde er 1992 durch Gerichtsurteil strafrechtlich und 1997 beruflich rehabilitiert.
Werner Kolde ist geschieden.

## Politik
Werner Kolde ist seit 1991 Mitglied der DVU. 1996 wurde er Mitglied des Landesvorstandes und 1997 Kreisvorsitzender seiner Partei. Er wurde bei der Landtagswahl in Sachsen-Anhalt 1998 über die Landesliste in den Landtag gewählt. Im Februar 1999 trat er aus der Fraktion aus und war zunächst fraktionslos. Seit dem 14. Februar 2000 gehörte er als Mitglied der Fraktion Deutsche Volksunion – Freiheitliche Liste an, die sich im März 2001 in Fraktion Deutsche Volksunion umbenannte. Er war stellvertretender Vorsitzender dieser Fraktion. Im Landtag war er Mitglied im Ausschuss für Inneres, im Ausschuss für Bildung und Wissenschaft und im zeitweisen Ausschuss Funktional- und Verwaltungsreform/Kommunale Gebietsreform.